# Orgulho dos lábios

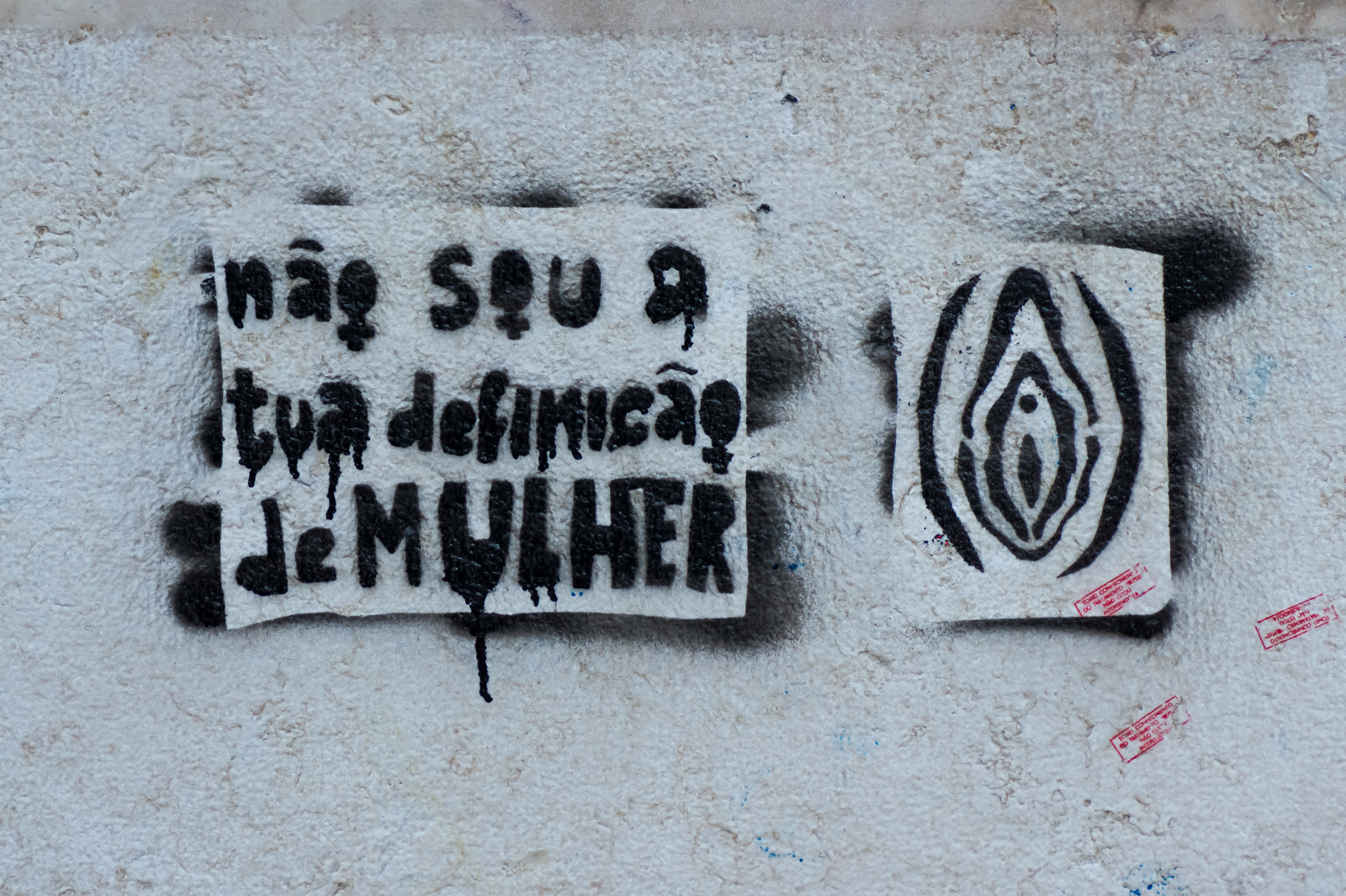
Estêncil em Lisboa

O orgulho dos lábios (em inglês:  Labia pride) é um movimento feminista que visa aumentar a consciência sobre a aparência da genitália feminina e quebrar os tabus que cercam a vulva. O nome enfatiza os lábios, já que a tendência à cirurgia estética nos órgãos genitais feminino (labioplastia) tem deixado muitas mulheres inseguras quanto ao tamanho e aparência de seus lábios. É apoiado por vários grupos feministas independentes e baseado em diversos canais de comunicação, como ciberfeminismo, marchas de protesto e defesa de boicotes contra médicos e clínicas que fazem uso de publicidade enganosa.

## Formas de ativismo

### Muff March

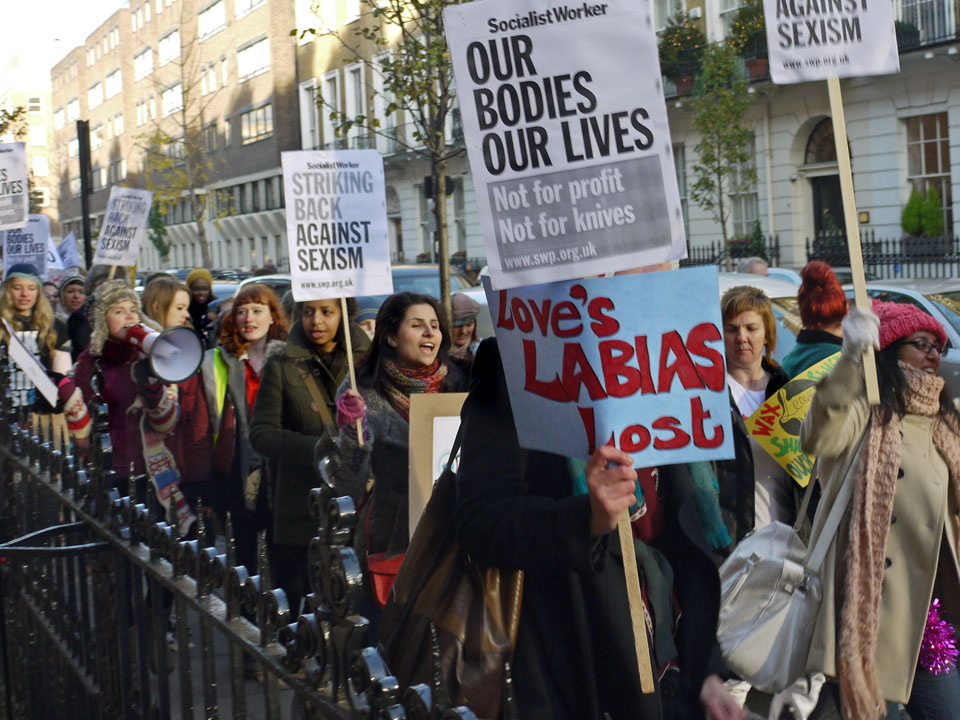
Protesto pela conscientização dos lábios: Muff March em Londres, 2011

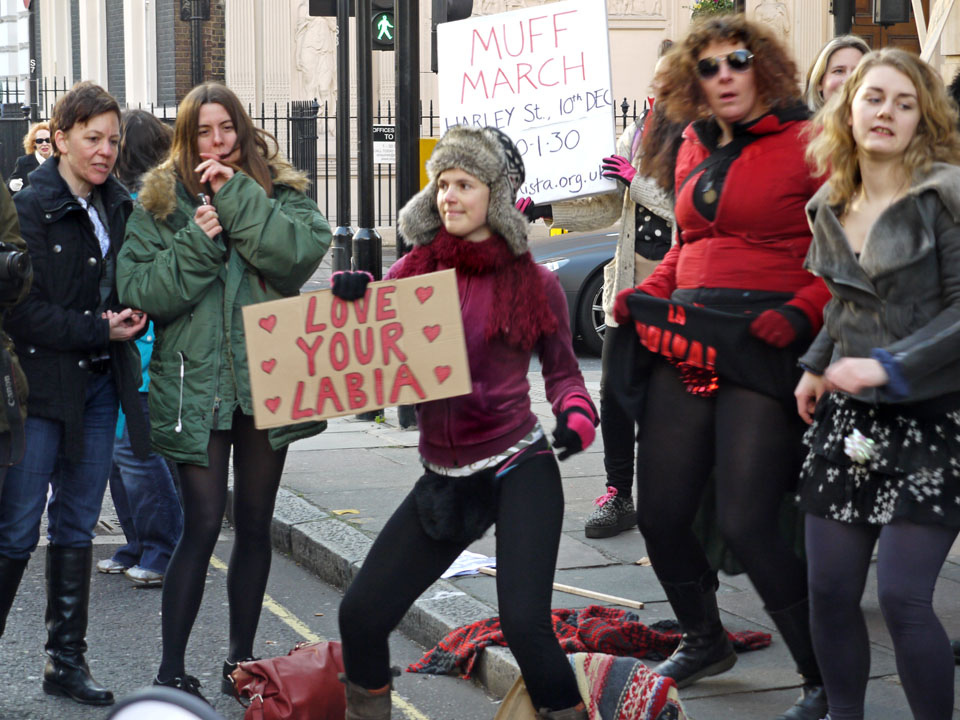
"Ame seus lábios!" - Mulher exibindo cartaz na Muff March em Londres, 2011

O grupo feminista baseado em Londres UK Feminista organizou uma marcha de protesto através da Rua Harley, uma área sinônimo de prestadores médicos privados, em dezembro de 2011. Mais de 320 mulheres desfilaram pela rua, com slogans como: "Keep your mits off our bits!", "There's nothing finer than my vagina!", e "Harley Street puts my chuff in a huff".
A Muff March é sobre responder a uma cultura pornificada que pressiona as mulheres a entrarem na faca do cirurgião e conseguirem uma labioplastia. Também queremos chamar a atenção para os cirurgiões plásticos que minam implacavelmente os corpos das mulheres para extrair o máximo lucro. [...] Agora, a pornografia está expondo as mulheres ao mito tóxico de que existe uma maneira "certa" de ter os lábios vaginais. É hora de lutar.— Kat Banyard, Diretor do UK Feminista
A "Muff March" foi criticada por colocar muita ênfase na pornografia como a causa raiz do problema.

### Campanhas fotográficas
A crescente demanda por cirurgias de labioplastia às vezes é atribuída à ideia de que muitas mulheres, assim como homens, têm expectativas irrealistas em relação à aparência genital. Quase todas as representações explícitas da genitália feminina com as quais as pessoas são confrontadas são produzidas pela indústria do sexo. A pornografia é geralmente produzida em um contexto comercial e dirige-se principalmente a clientes do sexo masculino. Portanto, essas representações da genitália feminina são frequentemente "embelezadas" para atender às necessidades comerciais (ou em alguns países por razões legais), ou pela seleção de modelos com uma determinada anatomia ou pelo photoshopping das imagens. Na prática, isso significa suavizar irregularidades e "encurtar digitalmente" os pequenos lábios.
Toda uma geração de mulheres jovens que cresceram com fácil acesso à Internet estão aprendendo sobre seus corpos e sexualidade por meio deste meio ... Freqüentemente, a primeira e única maneira de as meninas darem uma boa olhada nos órgãos genitais nus de outras meninas é por meio pornografia, [que dá] uma visão falsa de como são as mulheres de verdade.— Madeleine Davies

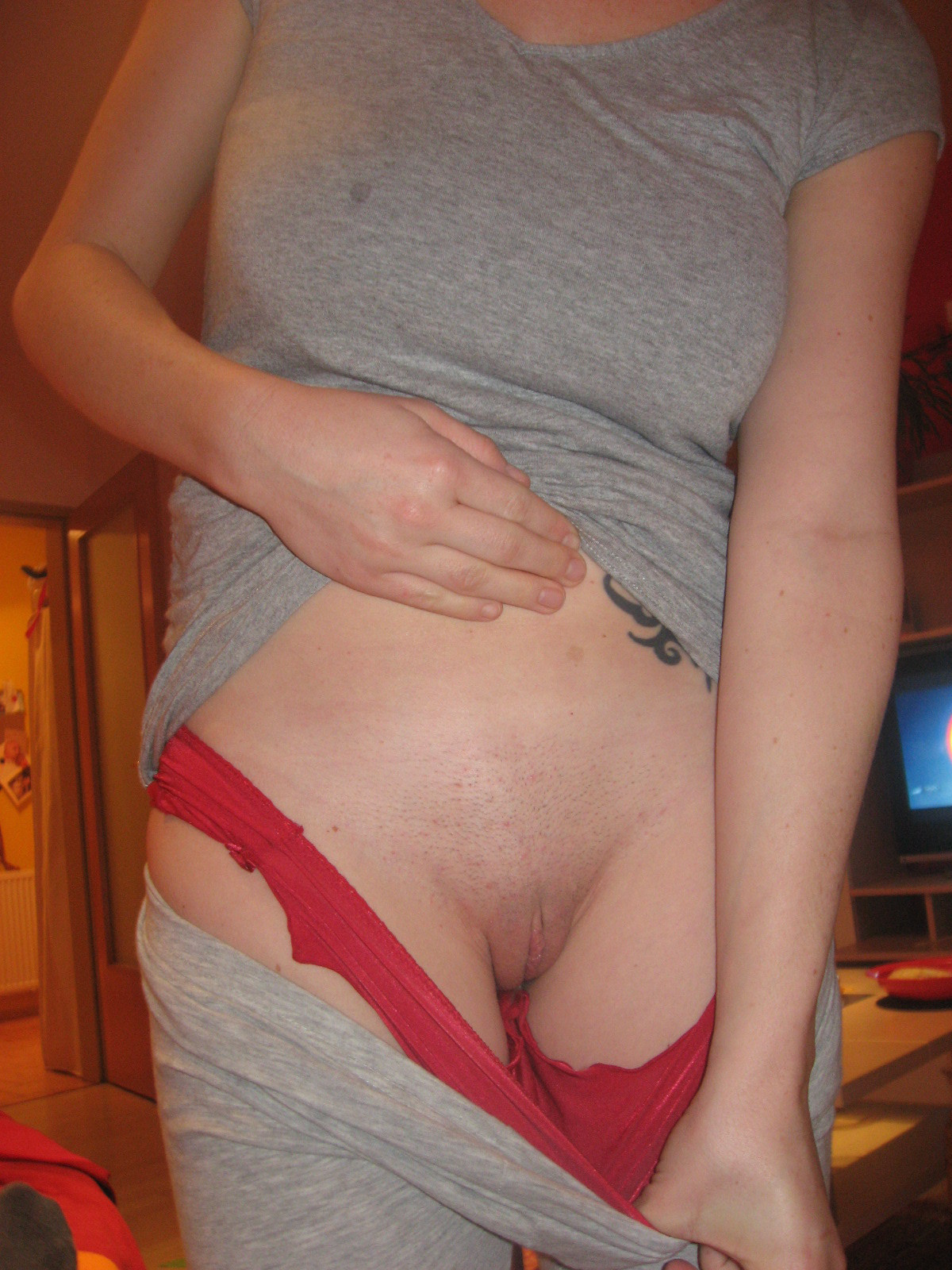
Mulheres postam fotos de suas vulvas "para catalogar publicamente a diversidade genital normal" e "contrariar os padrões irrealistas"

Vários grupos feministas, como o Large Labia Project ou Courageous Cunts, tentam se opor à influência que a pornografia tem nas expectativas anatômicas. Ao encorajar as mulheres a liberar imagens de suas vulvas e postar envios de fotos de vulvas anônimas em seus sites, eles querem estabelecer uma esfera para as mulheres obterem impressões realistas de vulvas normais.
No entanto, a própria campanha foi criticada. Ao dar a falsa impressão de que lábios protuberantes são a norma anatômica e pequenos lábios internos são a adaptação aos padrões de beleza, ele ignora o fato de que muitas mulheres têm lábios pequenos naturalmente:
Em um esforço para fazer "mulheres de verdade" se sentirem melhor sobre si mesmas, algumas senhoras orgulhosas dos lábios estão atirando em meninas cujos lábios realmente parecem o ideal imaginário da "Barbie". Acontece que algumas meninas nascem assim. Lábios, como seios ou corpos inteiros, vêm em todas as formas, tamanhos, cores e texturas. Envergonhar alguém para fazer outro tipo se sentir melhor é uma má notícia. Pense nisso em termos de mulheres magras que muitas vezes são envergonhadas ou rejeitadas em apoio à defesa da imagem corporal para meninas maiores.— Jessica Sager
Além disso, essas campanhas também foram criticadas por colocarem muita culpa na indústria pornográfica e na sujeição aos desejos masculinos. Argumenta-se que, embora até certo ponto esse seja o caso, outros fatores que impulsionam essas cirurgias são basicamente ignorados. Não há evidências de que lábios menores sejam realmente preferidos, já que existe muito ou mais pornografia com "grandes lábios" do que qualquer outro rotulado como pequeno.[carece de fontes?]

### CampanhaNew View
New View é uma rede de base de feministas, cientistas sociais e profissionais de saúde com sede na cidade de Nova Iorque. Em uma autodescrição, New View "se opõe ao crescimento da indústria de cirurgia cosmética genital não regulamentada e não monitorada que está medicalizando a sexualidade das mulheres e criando novos riscos, normas e inseguranças". O grupo iniciou vários eventos com o objetivo de empoderar as mulheres e aumentar a conscientização para o tema sob nomes como Vulvagraphics ou Vulvanomics. Isso inclui workshops para "celebrar o papel da arte no ativismo e dar início a um movimento baseado no campus para celebrar a diversidade genital", "ativismo relâmpago" em frente aos consultórios do cirurgião, conferências (Framing the Vulva) e manifestações de rua.

### Courageous Cunts

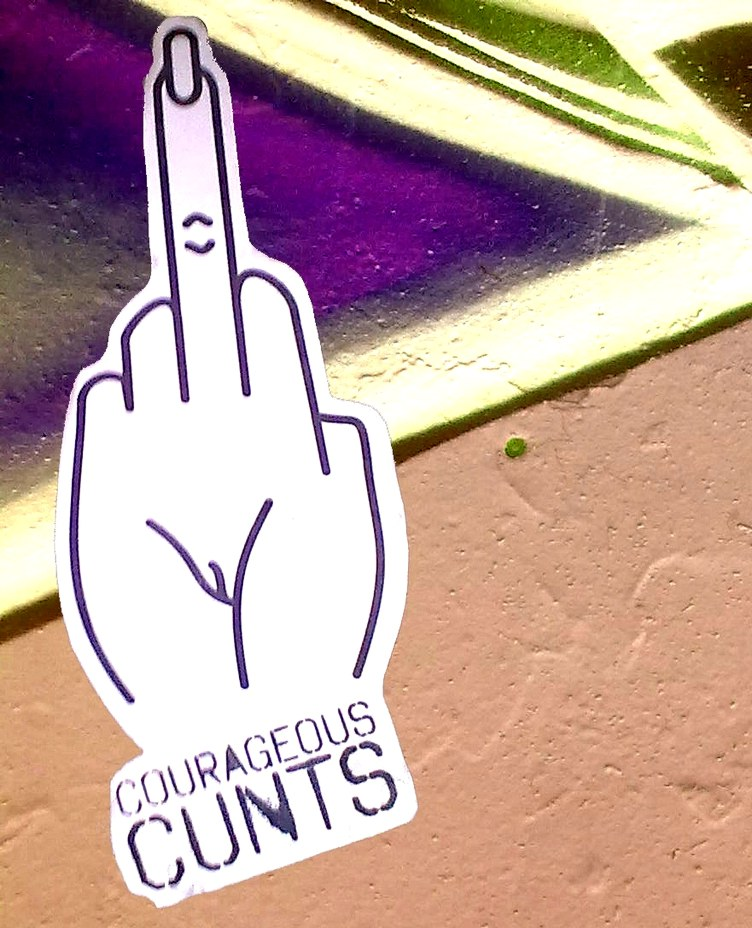
Flyposting of the activist platform Courageous Cunts on an urban wall

Courageous Cunts foi um sítio eletrônico feminista fundado em 2012, com foco em questões de fortalecimento do corpo e autoconsciência genital. Sua principal preocupação é a recepção crítica das questões de saúde da mulher, imagens corporais sexualizadas e a objetificação sexual dos corpos femininos. Courageous Cunts considera-se parte do movimento chamado orgulho dos lábios, com o objetivo de aumentar a consciência para questões críticas em torno da labioplastia e capacitar as mulheres a superar a vergonha do corpo. O sítio fez uma campanha durante a qual as mulheres podiam postar publicamente fotos de sua vulva para promover uma imagem genital natural e protestar contra a "estética pornográfica". Usar a palavra "cunt" como seu nome foi um ato de reapropriação, já que a professora Germaine Greer argumenta que o antigo vulgarismo "é uma das poucas palavras restantes na língua inglesa com um genuíno poder de choque".